# Alvaro Amarugi
Alvaro Amarugi (Morciano di Romagna, 30 giugno 1929 – Grosseto, 2 maggio 1988) è stato un imprenditore e dirigente sportivo italiano.

## Biografia

### Gli inizi nelle serie minori
Nato in Romagna, ma trapiantato a Grosseto, si trasferì alla fine degli anni '60 a Quartu Sant'Elena, in Sardegna, per svolgere la sua attività imprenditoriale nella sua azienda di forniture alberghiere con affari nell'isola e in Toscana. In Sardegna avviò anche la sua carriera dirigenziale nel calcio, diventando negli anni '70 presidente della Iglesias, all'epoca militante per un decennio in Serie D. Alla guida dei Minerari si contraddistinse anche fuori dal campo, diventando uno dei protagonisti della lotta contro Sergio Campana dell'Associazione Italiana Calciatori e la Lega Nazionale Professionisti. Queste infatti cercavano di tutelare i calciatori e di eliminare il vincolo del cartellino, che rendeva i club di fatto padroni dei destini degli atleti, mentre Amarugi riteneva che il vincolo era l'unica garanzia del patrimonio delle società, soprattutto per i piccoli club semiprofessionisti. Nel periodo iglesiente fu anche vicepresidente della divisione del calcio femminile e presidente nel 1971 del Football Club Femminile Cagliari, prima squadra di calcio femminile di Cagliari. Nel 1978 divenne proprietario del Grosseto e lo tenne per quattro stagioni in Serie C2 ottenendo sempre risultati mediocri a metà classifica.

### La presidenza al Cagliari
Amarugi però divenne famoso soprattutto con l'acquisto della principale squadra della Sardegna, il Cagliari, a fine estate 1981 quando appunto era ancora presidente dei maremmani. La società sarda era dal 1967 in mano a vari gruppi di industriali del settore petrolchimico coadiuvati da massicci interventi della finanza pubblica, tra cui quelli della SIR - Società Italiana Resine di Nino Rovelli, società partecipata dello Stato, de facto proprietaria della squadra. La SIR si ritrovava da anni in uno stato di crisi e di pesante indebitamento che si trascinò per alcuni anni, fino a che proprio nel 1981 fu costituito il Consorzio Bancario CBS, formato dalle banche creditrici, per risanare la società. Il tentativo fallì, ed il gruppo, dopo essere stato messo in liquidazione, venne ceduto ad Eni. Il club rossoblù dovette pertanto essere venduto e in quell'estate fu Amarugi ad ottenere la maggioranza del capitale sociale (62,7% del totale) versando 1 350 milioni di lire, 550 all'acquisto e 800 ipotecando proprietà immobiliari sue e battendo un po' a sorpresa la concorrenza capeggiata da Armando Corona, ex presidente del Consiglio Regionale e futuro Gran maestro della loggia massoneria Grande Oriente d'Italia.
Dal punto di vista sportivo, la prima stagione, con una squadra affidata a Paolo Carosi e paradossalmente costruita da dirigenti del gruppo che poi uscì sconfitto nella compravendita della società, vide una sofferta salvezza all'ultima giornata grazie a un pareggio casalingo a reti bianche contro la Fiorentina, il quale costò ai viola lo scudetto nello scontro a distanza contro la Juventus. Nell'estate 1982 ci furono le prime mosse targate Amarugi: a guidare la squadra fu chiamato il sardo Gustavo Giagnoni mentre nel calciomercato, nonostante il sacrificio del neocampione del mondo Franco Selvaggi, il club si affidò per la prima volta dalla riapertura delle frontiere agli stranieri, andando ad acquistare il centrocampista offensivo peruviano Julio César Uribe, considerato il terzo miglior sudamericano dopo Zico e Maradona e l'uruguaiano Waldemar Victorino, messosi in luce due anni prima nel Mundialito. Soprattutto quest'ultimo fu però la grande delusione e la squadra in generale non riuscì ad esprimersi al meglio, terminando la stagione al 14º posto e retrocedendo clamorosamente, anche visto il finale, in Serie B. Nella stagione 1983-1984 in serie cadetta l'obbiettivo dichiarato è la risalita immediata ma il mercato è schizofrenico (ben 9 cambi nella rosa) e la squadra, guidata dal rientrante Mario Tiddia, delude rischiando addirittura la retrocessione in Serie C. Oltre alle difficoltà sportive si aggiungono sempre più quelle ambientali, con la tifoseria sempre più invisa al presidente anche per la scelta di mettere fuori rosa Uribe: la cessione della società è una scelta inevitabile ed essa si concretizza nell'estate 1984 con la vendita all'imprenditore cagliaritano emigrato a Roma Fausto Moi, il quale riuscì a fare anche peggio, retrocedendo in Serie C1 e lasciando il club in una ancora più pesante situazione debitoria risolta soltanto tre anni dopo con l'ingresso in società degli imprenditori Orrù.

### I problemi giudiziari e la morte
Nel 1985 riacquisì il Grosseto dopo tre anni. Tuttavia, il 29 novembre dello stesso anno fu emanato un ordine di cattura a lui indirizzato firmato dal sostituto procuratore della Repubblica di Cagliari, Carlo Angioni, in quanto ricercato per appropriazione indebita e falso in bilancio. Le accuse si riferirono ad una serie di presunte irregolarità nella gestione del Cagliari Calcio negli anni 1982 e 1983, di aver sottratto alla società 450 milioni di lire, di essersi appropriato di altre somme ricavate dalla vendita di alcuni giocatori e di non aver versato l'Irpef. Fu proprio Fausto Moi a denunciare Amarugi, dopo che il Collegio sindacale della Cagliari Calcio denunciò l'assenza dei pagamenti e i buchi di bilancio. Tale denuncia finì al tavolo del procuratore Angioni che avviò l'ordine di cattura. Amarugi resosi irreperibile lasciò la società toscana direttamente dalla moglie Juliana Tei. Nella fase di latitanza querelò il giornalista Gianni Minà che a Il processo del lunedì lo accusò di aver incassato 600 milioni di lire dell'incasso di un match tra i rossoblù e l'Inter.
L'11 febbraio 1986 si costituì presentandosi all'ospedale di Orbetello dove i medici gli riscontrarono una valvulopatia cardiaca disponendone il ricovero al reparto chirurgico rimanendo piantonato dai Carabinieri. Il 22 marzo gli venne concessa la libertà provvisoria.
Due anni dopo a 58 anni, il 2 maggio 1988 morì all'ospedale di Grosseto dove era stato ricoverato in tarda nottata per un infarto cardiocircolatorio.